# جون ماير (كاتب)
جون ماير (بالإنجليزية: John Major )‏ (و. 1467 – 1550 م) هو فيلسوف، وكاتب من إسكتلندا، والمملكة المتحدة، توفي في سنت أندروز، عن عمر يناهز 83 عاماً.

## التعليم
تعلم في كلية المسيح في جامعة كامبريدج ‏، وجامعة باريس.